# فرودگاه محلی وینر
فرودگاه محلی وینر   (به انگلیسی: Winner Regional Airport) (به زبان بومی: Bob Wiley Field) یک فرودگاه همگانی باربری  است که یک باند فرود بتن دارد و طول باند آن ۱۳۷۲ متر است. این فرودگاه در  کشور ایالات متحده آمریکا قرار دارد و در ارتفاع ۶۱۹ متری از سطح دریا واقع شده است.